# Buolkalach (Olenjok)
Der Buolkalach (oder Buolkalah; russisch Буолкалах) ist ein etwa 305 Kilometer langer, linker bzw. südwestlicher Nebenfluss des nordsibirischen Flusses Olenjok im Nordwesten der in Nordrussland gelegenen Republik Sacha (Jakutien). 

## Verlauf
Der Buolkalach entspringt nahe dem Nordostrand des Mittelsibirischen Berglands im Ostteil des Nordsibirischen Tieflands. Seine Quelle liegt in unbesiedeltem Gebiet der Tundra. Der Fluss verläuft windungsreich und mit wenig Gefälle überwiegend ostnordostwärts durch das sumpfige und seenreiche Tiefland. Er mündet bei der Ansiedlung Buolkalach in den dort von Südosten heran fließenden Olenjok, der etwa 9 Kilometer weiter nordwestlich bei der Ansiedlung Ust-Olenjok ein Mündungsdelta ausbildet und nach dessen Durchfließen in die nordpolare Laptewsee fließt. Der Buolkalachmündung direkt nordöstlich gegenüber und damit jenseits des Olenjok liegen die Nordwestausläufer der Czekanowskiberge.

## Eisgang, Zuflüsse und Einzugsgebiet
Der Buolkalach ist gewöhnlich von Anfang Oktober bis Ende Mai oder Anfang Juni von Eis bedeckt (Eisgang). Sein größter Zufluss ist mit 123 Kilometer Länge die rechtsseitige Chastach und sein Einzugsgebiet umfasst 8.780 km².